# Herb Neetzow-Liepen
Herb Neetzow-Liepen stanowi hiszpańską tarczę herbową, na której fala oddziela górnej jej część od dolnej. W górnej niebieskiej części znajduje się złoty, blankowany pałac z dwoma blankowanymi wieżami, przy czym lewa wieża jest wyższa od prawej, z otwartymi oknami. W dolnej srebrnej części tarczy widać zielony liść lipy.  
Herb został zaprojektowany przez Jürgena Frenkla i zatwierdzony 12 stycznia 2018 przez Ministerstwo Spraw Wewnętrznych (Bundesministerium des Innern, für Bau und Heimat).

## Objaśnienie herbu
Liść lipy odnosi się do drugiego członu nazwy gminy, jej części (Ortsteil) Liepen. W 1328 ówczesna miejscowość nazywała się Lypa. Podział herbu na dwie części poprzez falę, symbolizuje geograficzne położenie gminy nad rzeką Pianą (Peene). Pałac mianowicie nawiązuje do pierwszego członu nazwy gminy, bo w części gminy Neetzow znajduje się okazała rezydencja, która ozdobiona jest żółtym klinkierem. Obecnie pałac ten wykorzystywany jest jako hotel i restauracja. Kolory niebieski i srebrny nawiązują do przynależności gminy do Pomorza Przedniego.  